# Badb

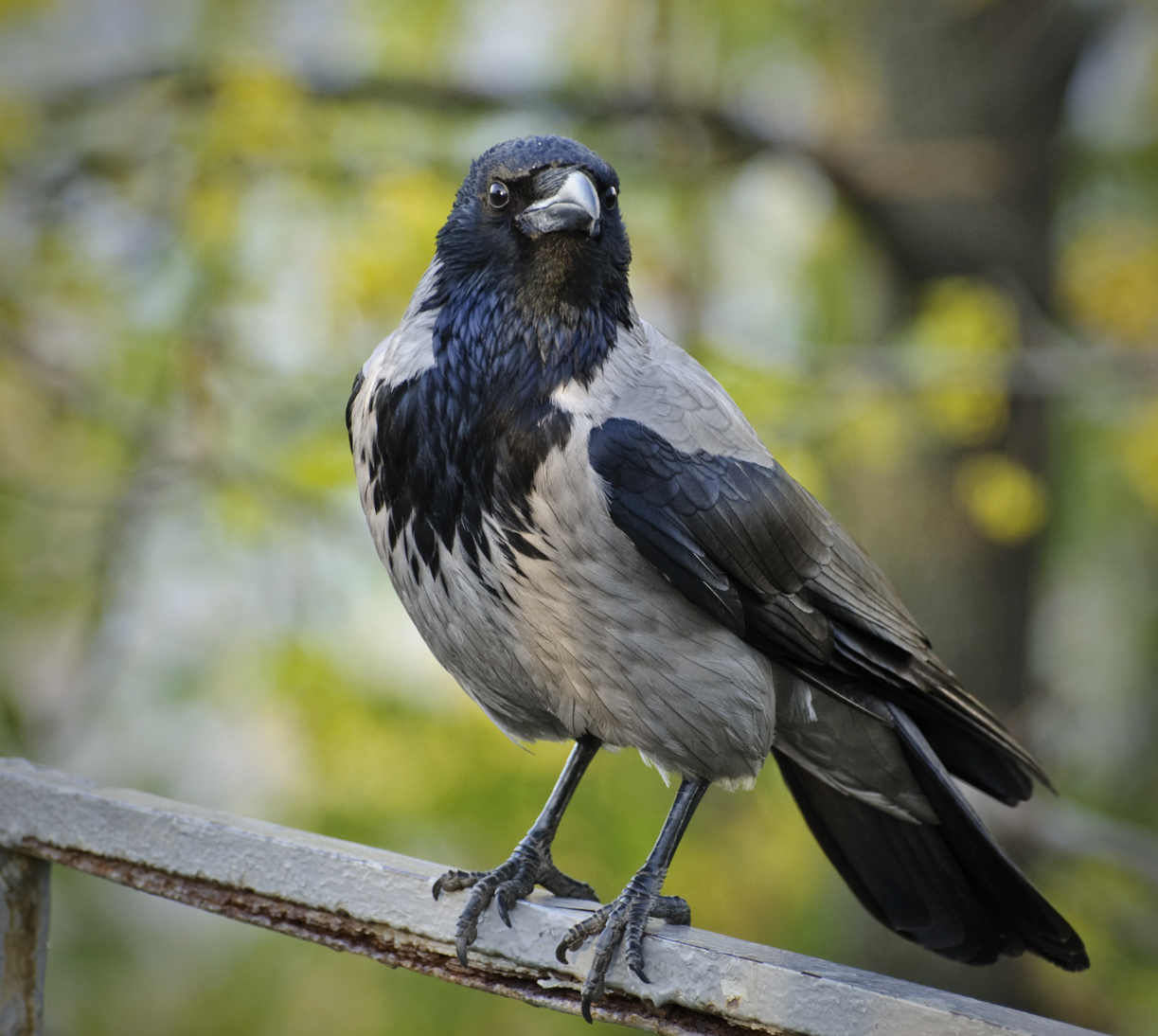
Badb assume com frequência a forma de uma corneja multicolorida

Na mitologia irlandesa, Badb (/baðβ/ "corvo" em irlandês antigo; irlandês moderno Badhbh /bəiv/ significando "abutre") era uma deusa da guerra que assumia a forma de um corvo, e era assim por vezes denominada Badb Catha (corvo de batalha). Frequentemente causava confusão entre os soldados ao fazer a batalha pender para seu lado favorito. A ilha Boa recebeu seu nome por causa desta deusa.
Campos de batalha eram chamados de a terra de Badb, e com frequência era dito que Badb aparecia neles sob a forma de um corvo ou de um lobo. Badb é associada à beansidhe, e diz-se que foi crucial na batalha contra os fomorianos.
Badbs também eram as vítimas de sacrifícios. Em The Destruction of Da Derga's Hostel, entre os quartos da hospedaria e seus moradores observados por Lomna Druth, filho de Donn Desa, o qual informa à Fer Rogain que depois dos quartos dos cavalariços, juízes, conjuradores e satiristas, vinha o Quarto dos Badbs:

Observei um trio, nu, pendendo do telhado da casa: jatos de sangue irrompendo deles e as cordas do morticínio em seus pescoços.'
'Destes eu sei,' disse ele, 'três .. . de horrível presságio. Aqueles são os três que são assassinados todas as vezes.'"
No registro mitológico da segunda batalha de Mag Tuired, onde os Tuatha Dé Danann derrotaram os fomorianos, foi dito que Badb recitou a seguinte profecia sobre o fim do mundo:

Verão sem flores,

gado sem leite,

mulheres sem modéstia,

homens sem valor;

cativos sem um rei,

bosques sem nozes,

mar sem frutos
   —   (Ó Cuív 37)

Com suas irmãs, Macha e Morrígan, constituía uma tríade de deusas guerreiras filhas da deusa-mãe, Ernmas. De acordo com Seathrún Céitinn, Badb era venerada por Ériu, de quem ela pode ser vista como equivalente. Às vezes ela é citada como esposa de Neit, e pode ser equivalente de Nemain, esposa habitual de Neit. Todavia, é dito que Nemain e Badb tinham pais diferentes, o que é um argumento a favor de sua separação enquanto personagens: Badb é descrita como uma das três filhas de Delbaeth, filho de Neid enquanto é dito que Nemain era filha de Elcmar do Brugh (Newgrange, próximo do Boyne), que ra filho de Delbaeth, filho de Ogma, filho de Elatan.
Provavelmente, ela está relacionada à deidade gaulesa Catubodua, conhecida por uma inscrição em Alta Saboia, na França oriental.
Badb não deve ser confundida com Bodb, uma divindade masculina.

## Etimologia
Indicando variantes tais como o irlandês badhbh ‘corvo, fada, megera’, irlandês antigo badb, ‘corvo, demônio’, Badba, galês bod, ‘milhafre’, o nome gaulês Bodv-, em Bodvo-gnatus e o nome galês Bodnod, Macbain (1982) sugere *bodwā- como a forma ancestral proto-céltica. Todavia, Julius Pokorny (1959:203) sugere *badwā- com base em dados semelhantes. Both MacBain (1982) e Julius Pokorny (1959:203) correlacionam o elemento com o norueguês böð, genitivo boðvar, ‘guerra,’ e o anglo-saxão beadu, genitivo beadwe, ‘batalha’, sugerindo que a palavra originalmente simbolizava ‘batalha’ ou ‘contenda.’ Julius Pokorny (1959:203) apresenta o elemento como uma forma estendida da raiz proto-indo-européia *bhedh- ‘furar, cavar’. A esta raiz Pokorny também vincula o sânscrito bádhate, ‘oprimir’, e o lituano bádas, ‘fome’.

## O que Badb personifica
W. M. Hennessy  argumenta que a palavra bodb ou badb originalmente significava raiva, fúria ou violência, e veio a significar uma bruxa, fada ou deusa, representada no folclore por um corvo. No Irish Dictionary de Peter O'Connell  (1819) define Badb como uma "bean-sidhe, uma fada, fantasma ou espectro, que supostamente vinculava-se a certas famílias, e que apareciam às vezes sob a forma de corvos" e badb-catha como "Fionog, um tipo de corvo". Outras entradas referem-se à sua tripla natureza: "Macha, isto é, um corvo; Morrighain, a grande fada; Neamhan, ou seja, Badb catha nó feannóg; uma badb catha, ou corvo."

## Na cultura popular
Badb, juntamente com Nemain e Morrígan, é mencionada na canção "Celtic Crows" de  Nebelhexë, onde ela é incorretamente citada como "Babh Catha".
Badb aparece também no mangá Shaman King, sendo um espírito com poderes relativos ao gelo.